# Formula Abarth
La Formula Abarth è un campionato monomarca per monoposto a ruote scoperte, propedeutico alla Formula 3, che ha sostituito la Formula Azzurra.

## Storia
Il campionato, promosso dall'ACI-CSAI, è stato presentato al Motor show di Bologna del 2009. ed è iniziato nel 2010 come serie nazionale, ma poi si è espanso, già nella stagione seguente grazie al sostegno della Ferrari Driver Academy, con una serie europea (Formula Abarth European Series) e una asiatica (Formula Pilota China Series), poi nel 2012 è stata organizzata una serie in America latina (Panam GP Series), sempre col supporto di FDA. Ai primi classificati della serie europea, della classifica rookies (esordienti) e al miglior italiano viene offerta, oltre a premi in denaro, la partecipazione al supercorso CSAI-FDA, che permette ai questi piloti di poter farsi notare dalla più prestigiosa scuderia automobilistica di Formula 1.
Le vetture, prodotte dal costruttore Tatuus (modello FA 010), sono dotate di telaio monoscocca in composito di carbonio omologato per la Formula 3, il motore FPT 414TF 1400 cc. Fire Turbo è prodotto dalla Fiat Powertrain Technologies e ha una cilindrata di 1400 cm³ con turbocompressore e garantisce una potenza di 180-200 CV a 5500 giri al minuto e una coppia massima di 250 Nm a 3500 giri, il peso minimo della vettura con pilota a bordo è di 550 kg, il rumore massimo ammesso è, come per la Formula 3, di 98 dB (A). Per gli pneumatici, da 13 pollici, vige il regime di monogomma, ogni organizzatore di campionato si occupa di siglare un contratto con un fornitore, nei campionati italiano ed europeo gli pneumatici sono forniti dall'azienda coreana Kumho Tyres, mentre nel campionato China series il fornitore è la giapponese Yokohama e nel Panam è la coreana Hankook. Come nella Formula Azzurra le regole sono molto restrittive per quanto riguarda eventuali modifiche delle vetture, il motore viene fornito piombato mediante sigilli per evitare elaborazioni, inoltre per garantire parità di trattamento, viene sostituito il motore al pilota che ottiene il maggior punteggio in un singolo appuntamento di gare, per evitare che una continuità di buoni risultati da parte di un pilota, possa essere addebitata a un motore particolarmente efficace.

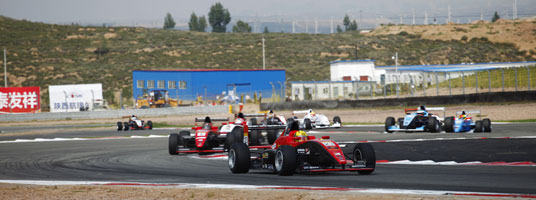
Vetture di Formula Abarth in una gara della Formula Pilota China Series

Il regolamento sportivo della serie italiana prevedeva in origine due gare per ogni appuntamento, con la seconda di durata ridotta e con griglia di partenza derivante dal risultato della prima con inversione dei primi classificati, ma dal 2012 i campionati italiano ed europeo prevedono, per ogni appuntamento, prove libere e ufficiali e 3 gare di cui la prima di 22' più un giro, la seconda di 30' più un giro e la terza di 15' più un giro, con griglia di partenza che rispetta il risultato della prima, invertendo l'ordine dei primi 6. La griglia della prima gara è stilata in base ai tempi della prima sessione di prove ufficiali e la griglia della seconda in base ai tempi della seconda sessione ufficiale. Il punteggio assegnato nelle prime 2 gare è 20-15-12-10-8-5-4-3-2-1, nella terza è 13-11-9-7-6-5-4-3-2-1, un punto viene assegnato all'autore del giro più veloce di ogni frazione e all'autore del miglior tempo in ciascuna delle sessioni di prove ufficiali.
Il campionato europeo segue l'italiano negli eventi sui circuiti italiani e ne aggiunge alcuni su altri circuiti europei, la stessa iscrizione al campionato europeo implica anche l'iscrizione all'italiano. La validità del punteggio per i titoli riservati ai piloti è assegnata solo se si partecipa ad almeno 5 eventi di cui necessariamente l'ultimo, alla categoria rookie possono partecipare solo piloti esordienti che non abbiano mai corso in alcuna serie motoristica. Vengono ammessi al campionato piloti con età minima di 15 anni purché compiano i 16 nel corso dell'anno solare. Il trofeo per i team non è direttamente legato al pilota vincente ma conta, per la classifica, il miglior punteggio ottenuto in ogni evento da uno qualsiasi dei piloti del team..
Nel 2013, a causa della crisi economica che aveva ridotto i partecipanti, nella stagione precedente, a 10-15 per gara, l'ACI-CSAI ha ridotto la tassa d'iscrizione e cancellato la serie europea, eliminando le costose trasferte all'estero e riunendo il montepremi in un'unica serie, inoltre è stato eliminato il tetto massimo di età per aprire la serie ai piloti gentlemen. La durata delle gare che si svolgono in ciascun week-end è stata fissata a 28 minuti per le 2 gare lunghe e 15 minuti per quella breve.
Nel 2014 era previsto l'aumento della potenza dei motori a 200 CV anche per differenziare la categoria dalla neonata Formula 4. Si decise però di annullare il campionato, sposando la neonata formula, il cui motore, almeno per il campionato italiano era derivato proprio da quello utilizzato in Formula Abarth

## Albo d'oro

### Formula Abarth European Series
| Anno | Vincitore       | Team vincitore            | Miglior Rookie    |
| ---- | --------------- | ------------------------- | ----------------- |
| 2011 | Sergey Sirotkin | Jenzer Motorsport         | Gerrard Barrabeig |
| 2012 | Nicolas Costa   | Euronova Racing by Fortec | Santiago Urrutia  |

### Campionato Italiano Formula Abarth
| Anno | Vincitore           | Team vincitore            | Trofeo Nazionale (rookie)                                |
| ---- | ------------------- | ------------------------- | -------------------------------------------------------- |
| 2010 | Brandon Maïsano     | Prema Junior              | Simone Iaquinta                                          |
| 2011 | Patric Niederhauser | Jenzer Motorsport         | Yoshitaka Kuroda                                         |
| 2012 | Nicolas Costa       | Euronova Racing by Fortec | non assegnato                                            |
| 2013 | Alessio Rovera      | Cram Motorsport           | Trofeo Nazionale: Sergej Trofimov Rookie: Alessio Rovera |

### Formula Pilota China Series
| Anno | Vincitore          | Team vincitore                      | Miglior asiatico |
| ---- | ------------------ | ----------------------------------- | ---------------- |
| 2011 | Mathéo Tuscher     | Jenzer Motorsport Welch Asia Racing | Dustin Sofyan    |
| 2012 | Antonio Giovinazzi | Eurasia Motorsport                  | Parth Ghorpade   |

### Panam GP Series
| Anno               | Vincitore         | Coppa per nazioni | Cadet (età 15-16) | categoria 17-19 anni |
| ------------------ | ----------------- | ----------------- | ----------------- | -------------------- |
| 2012               | Sebastián Merchán |                   |                   |                      |
| Winter Series 2013 | Rodolfo Camarillo |                   |                   |                      |
| 2013               | Rodolfo Camarillo |                   | Giancarlo Vecchi  | Sebastián Ordoñez    |